# Championnat du monde féminin de handball à onze 1956
Navigation
Hongrie 1949 Pays-Bas 1960
La 2e édition du Championnat du monde féminin de handball à onze a eu lieu du 1er au 8 juillet 1956 en Allemagne de l'Ouest. Les matchs se sont disputés en plein air sur gazon.

## Qualifications
L'Allemagne de l'Ouest est directement qualifié pour la compétition en tant qu'hôte de la compétition. La Hongrie, l'Autriche et la France sont également qualifiés à la suite de leur classement lors du Championnat du monde 1949.
Le deux dernières places sont disputées entre quatre équipes :
- menée 5-3 à Groningue face au  Pays-Bas, la  Yougoslavie égalise dans les dernières secondes du temps réglementaire puis s'impose 2-1 lors de la prolongation (6-7 score final), obtenant ainsi sa qualification ;
- menée 2-0 à Gdańsk face à la  Pologne, la  Roumanie s'impose finalement 3-2, obtenant ainsi sa qualification.

## Phase de groupes

### Groupe A
|   | Équipe               | Pts | J | G | N | P | Bp | Bc | Diff |
| - | -------------------- | --- | - | - | - | - | -- | -- | ---- |
| 1 | Allemagne de l'Ouest | 3   | 2 | 1 | 1 | 0 | 9  | 6  | 3    |
| 2 | Hongrie              | 3   | 2 | 1 | 1 | 0 | 9  | 8  | 1    |
| 3 | Yougoslavie          | 0   | 2 | 0 | 0 | 2 | 6  | 10 | -4   |

| Allemagne de l'Ouest - Yougoslavie : 5-2 Hongrie - Yougoslavie : 5-4 Allemagne de l'Ouest - Hongrie : 4-4 |

### Groupe B
|   | Équipe   | Pts | J | G | N | P | Bp | Bc | Diff |
| - | -------- | --- | - | - | - | - | -- | -- | ---- |
| 1 | Roumanie | 4   | 2 | 2 | 0 | 0 | 8  | 3  | 5    |
| 2 | Autriche | 1   | 2 | 0 | 1 | 1 | 5  | 7  | -2   |
| 3 | France   | 1   | 2 | 0 | 1 | 1 | 6  | 9  | -3   |

| Roumanie - Autriche : 3-1 Roumanie - France : 5-2 Autriche - France : 4-4 |

## Finales de classement

### Match pour la5eplace
Yougoslavie -  France : 10-3

### Match pour la3eplace
Hongrie -  Autriche : 8-6

### Finale
Roumanie -  Allemagne de l'Ouest : 6-5

## Classement
| Rang                      | Équipe               |
| ------------------------- | -------------------- |
| Médaille d'or, monde      | Roumanie             |
| Médaille d'argent, monde  | Allemagne de l'Ouest |
| Médaille de bronze, monde | Hongrie              |
| 4                         | Autriche             |
| 5                         | Yougoslavie          |
| 6                         | France               |

## Effectifs des équipes sur le podium

### Champion du monde:Roumanie
L'effectif de la Roumanie, championne du monde, était, :

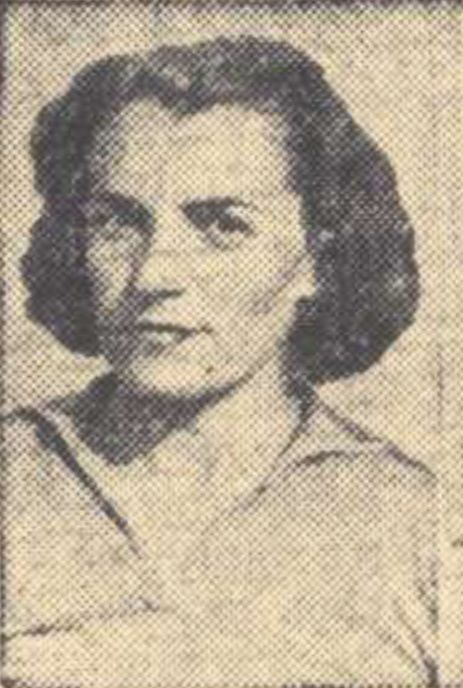
Elena Jianu
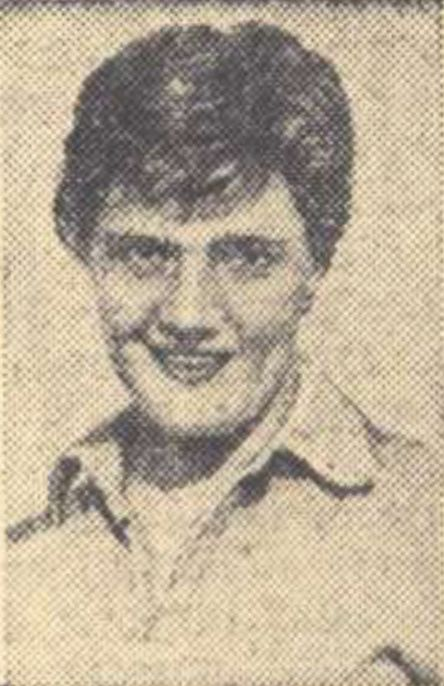
Irene Nagy (Klimovschi) (en)
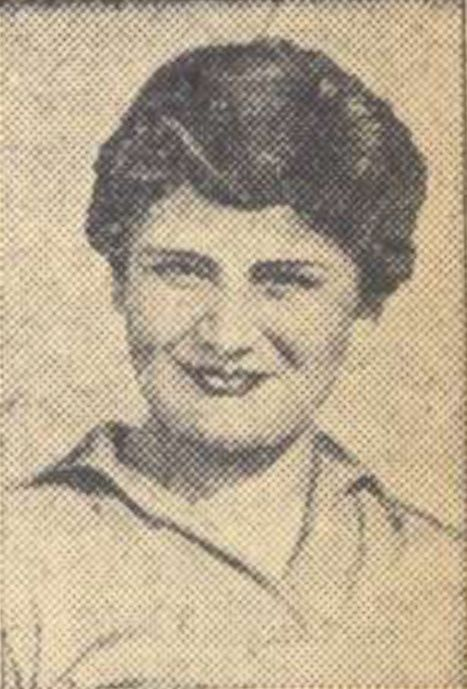
Aurelia Sălăgeanu (en)
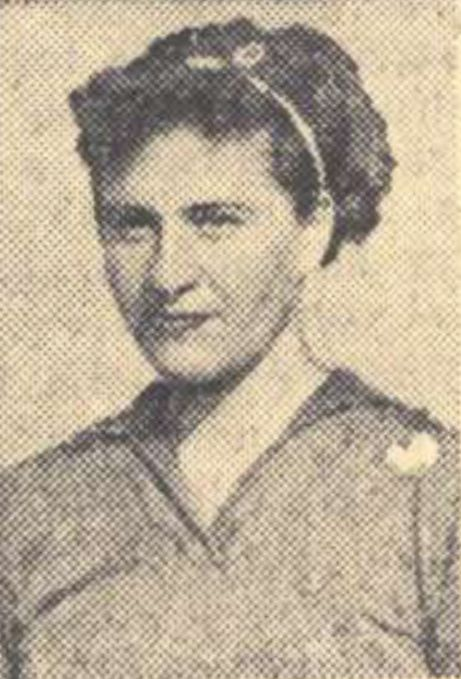
Iosefina Ștefănescu-Ugron
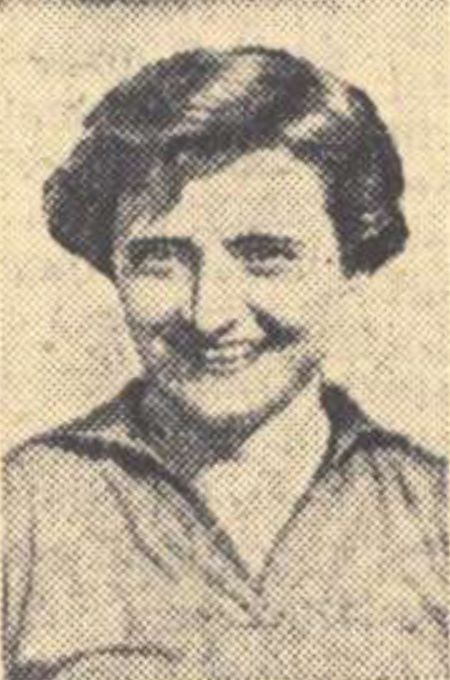
Aurora Bran-Popescu
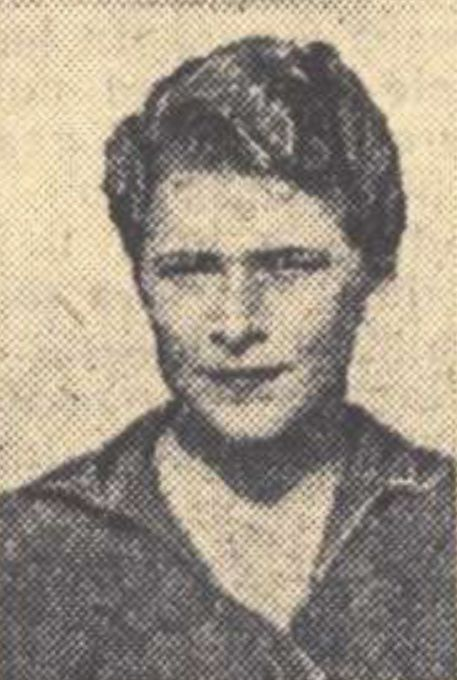
Maria Scheip-Constantinescu
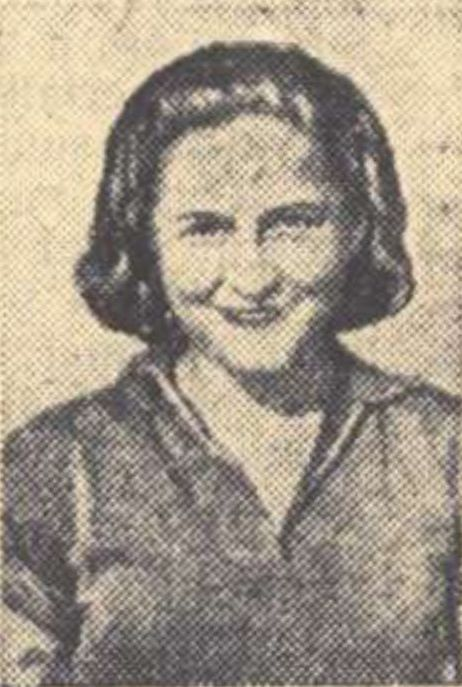
Carolina Cârligeanu
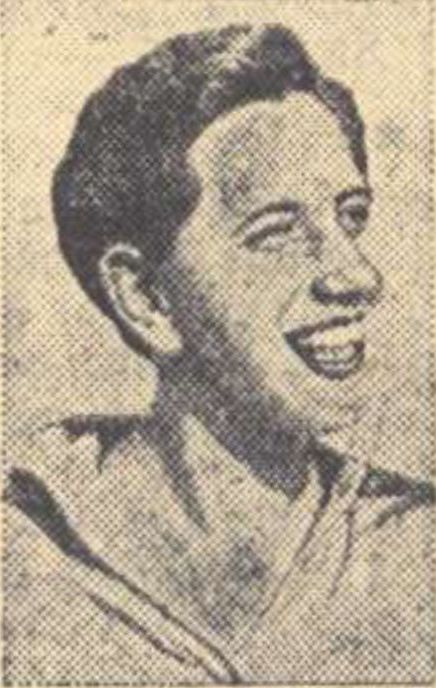
Lucia Dobre
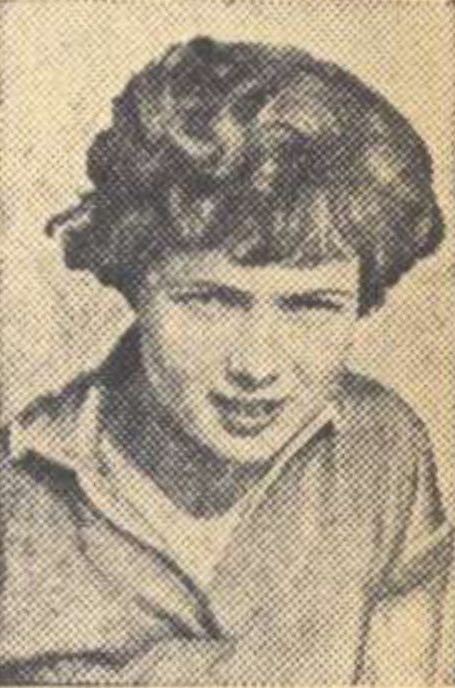
Mora Windt-Martini
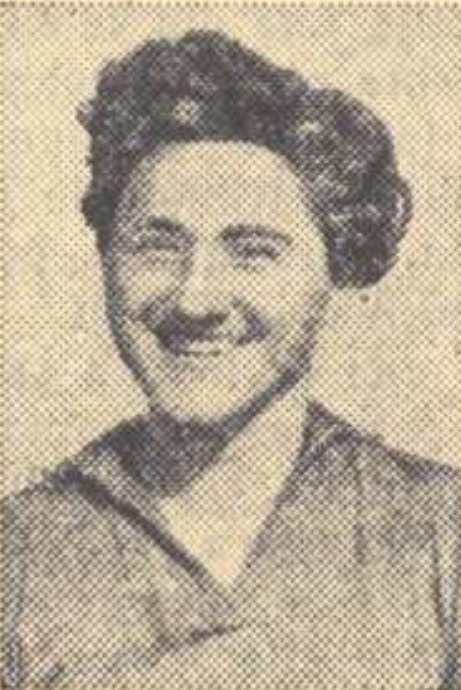
Elena Pădureanu
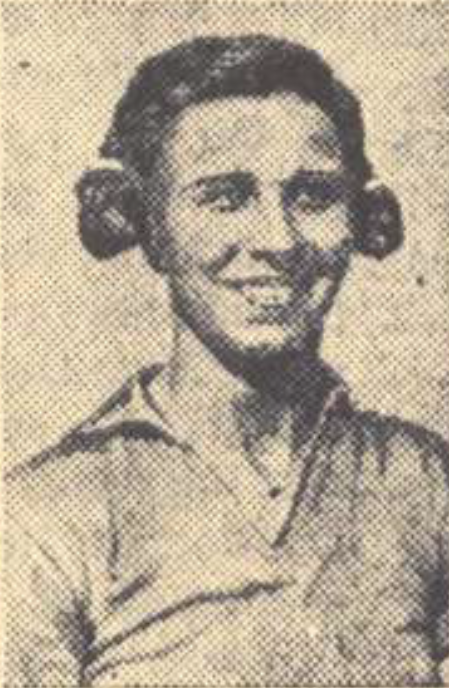
Victoria Dumitrescu (en)
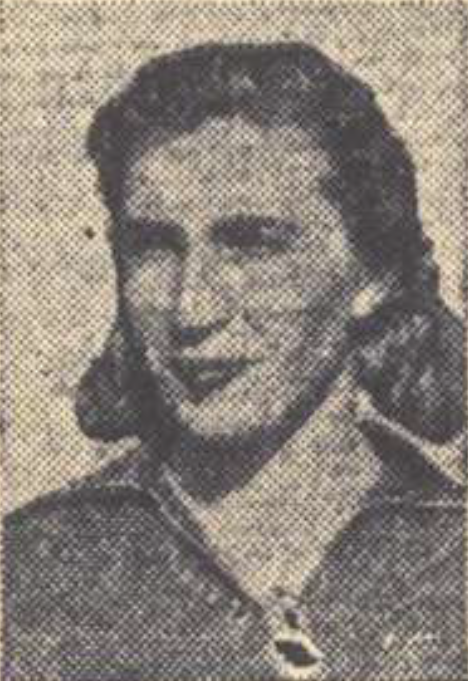
Ileana Colesnicov
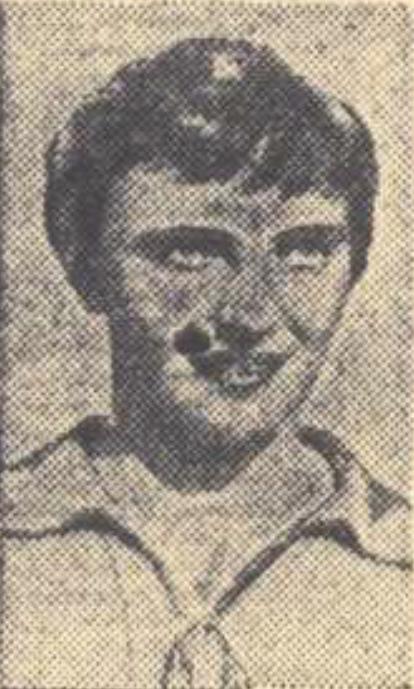
Irene Günther-Kinn
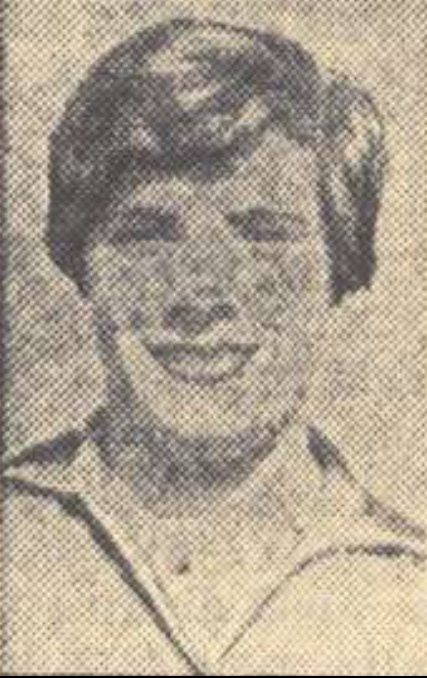
Ana Starck-Stănișel (en)
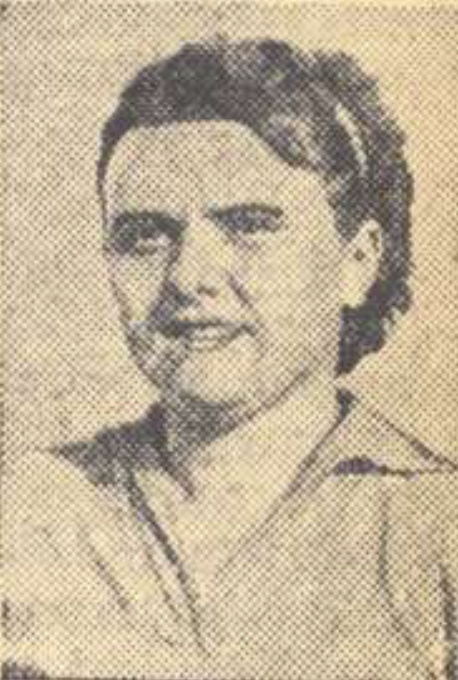
Magda Haberpursch (de)

Entraîneurs : Constantin Popescu, Gabriel Zugrăvescu

### Vice-champion du monde:Allemagne
L'effectif de l'Allemagne, vice-championne du monde, était :
- Hildegard Anderla
- Ursula Burmeister
- Anneliese Götz-Hagdorn
- Trudel Hannen
- Ursula Hintze
- Ursula Kusserow
- Annemarie Kübert-Becker
- Gertrud Künzler
- Lisa Müller-Wiedler
- Sigrid Röthig-Panse
- Rosemarie Schöne
- Mina Steiner-Zimoni
- Ingeborg Walther-Lirka
- Christa Warns
- Edith Wendrich

### Troisième place:Hongrie
L'effectif de la Hongrie, médaillée de bronze, était, :
- Erzsébet Antal
- Edit Bödő
- Rozália Dedrák
- Jolán Durián
- Lászlóné Furman
- Hedvig Gorencz
- Ilona Hámori
- Gabriella Holecz
- Mária Lehoczki
- Mária Mák
- Mária Molnár
- Gizella Simon
- Lídia Simonek
- Hilda Teleki
- Mária Tramita

Entraîneur
- Ferenc Mérai